# Liga Nacional de Básquet 2008-09
La temporada 2008-09 de la Liga Nacional de Básquet de la Argentina fue la vigésimo quinta edición de la máxima competencia argentina en dicho deporte. Se inició el 7 de octubre de 2008 con el programado partido inaugural de temporada entre el último campeón Libertad de Sunchales y Atenas, encuentro disputado en el Estadio Cincuentenario de Formosa.
Finalizó el 24 de mayo del siguiente año con el sexto partido de la serie final entre Atenas y Peñarol en el Polideportivo Islas Malvinas, en donde se consagraría campeón como visitante el equipo cordobés, luego de vencer la serie final 4 a 2.
Esta temporada tuvo como característico que el clásico Peñarol - Quilmes se disputó por primera vez de manera oficial fuera de Mar del Plata, más precisamente, en Olavarría. Quilmes ganó 102 - 95 en un clásico que terminó con incidentes y tras ellos una quita de puntos a ambos equipos que les impidió la clasificación al Súper 8 de la temporada.

## Equipos participantes
Esta edición de la Liga Nacional contó con el ingreso a la máxima categoría de Lanús, campeón del Torneo Nacional de Ascenso 2007/08 y Ciclista Olímpico, subcampeón de dicho certamen.
Ambos equipos suplantaron a Belgrano de San Nicolás y a Central Entrerriano, último y penúltimo de la pasada temporada.
| Pos. | Descendidos en la LNB 2007-08 |
| ---- | ----------------------------- |
| 15.º | Belgrano (San Nicolás)        |
| 16.º | Central Entrerriano           |

| Pos. | Ascendidos del TNA 2007-08 |
| ---- | -------------------------- |
| 1.º  | Lanús                      |
| 2.º  | Ciclista Olímpico          |

| Región                             | Cantidad |
| ---------------------------------- | -------- |
| Provincia de Buenos Aires          | 4        |
| Área Metropolitana de Buenos Aires | 3        |
| Santa Fe                           | 2        |
| Santiago del Estero                | 2        |
| Entre Ríos                         | 1        |
| Chubut                             | 1        |
| Córdoba                            | 1        |
| Corrientes                         | 1        |
| Neuquén                            | 1        |

| Club                               | Ciudad                 | Estadio                                  |
| ---------------------------------- | ---------------------- | ---------------------------------------- |
| Asociación Atlética Quimsa         | Santiago del Estero    | Estadio Ciudad de Santiago del Estero    |
| Asociación Deportiva Atenas        | Córdoba                | Polideportivo Carlos Cerutti             |
| Centro Juventud Sionista           | Paraná                 | Polideportivo Moisés Flesler             |
| Club Atlético Boca Juniors         | Ciudad de Buenos Aires | Polideportivo Luis Conde                 |
| Club Atlético Lanús                | Lanús                  | Microestadio Antonio Rotili              |
| Club Obras Sanitarias de la Nación | Ciudad de Buenos Aires | Estadio Obras Sanitarias                 |
| Club Atlético Peñarol              | Mar del Plata          | Polideportivo Islas Malvinas             |
| Club Atlético Quilmes              | Mar del Plata          | Estadio Once Unidos                      |
| El Nacional Monte Hermoso          | Monte Hermoso          | Polideportivo Municipal de Monte Hermoso |
| Club Sportivo Ben Hur              | Rafaela                | El Coliseo del Sur                       |
| Club Ciclista Olímpico             | La Banda               | Polideportivo Vicente Rosales            |
| Club Deportivo Libertad            | Sunchales              | El Hogar de los Tigres                   |
| Club Estudiantes                   | Bahía Blanca           | Microestadio Osvaldo Casanova            |
| Club de Gimnasia y Esgrima         | Comodoro Rivadavia     | Estadio Socios Fundadores                |
| Club Atlético Independiente        | Neuquén                | Estadio Ruca Che                         |
| Club de Regatas Corrientes         | Corrientes             | Estadio José Jorge Contte                |

## Formato de competencia
Serie regular
Se juega una primera fase en donde se separan los equipos por conveniencia geográfica en dos zonas (norte y sur) y se enfrentan en partidos ida y vuelta los equipos dentro de cada zona. Por cada partido ganado los equipos sumarán 2 puntos, mientras que en caso de derrota, sumarán 1. Los primeros tres de cada grupo, el mejor cuarto y un equipo "invitado" clasifican al Torneo Súper 8 2008.
En la segunda fase se enfrentan todos contra todos arrastrando la mitad de los puntos de la primera fase. Al igual que en la primera fase, cada victoria otorgará 2 puntos y cada derrota 1. Los primeros cuatro de la tabla se clasifican directamente a los cuartos de final, mientras que los que se posicionaron del puesto quinto al décimo segundo juegan la reclasificación. Los cuatro últimos disputan la permanencia.
En el caso de empates en puntos en cualquier fase (primera o segunda), el reglamento estipula:
1. Si dos equipos empatan en puntos, se tendrán en cuenta los partidos entre los involucrados obteniendo la mejor clasificación el que posea la mayor diferencia de puntos (puntos a favor menos puntos en contra) en los partidos, de persistir, se determinará por el cociente entre los puntos a favor sobre los puntos en contra.
2. De persistir aún el empate, se realizará un cociente entre los puntos a favor sobre los puntos en contra considerando toda la fase en cuestión disputada.
3. Si aún persiste, se tendrá en cuenta también la primera fase (si el empate es en la segunda) y si no, sorteo.

Descenso
Los últimos cuatro se emparejan tal que el 13.º juega con el 16.º y el 14.º con el 15.º para determinar los descensos y la permanencia. Las series son al mejor de cinco y tienen ventaja de localía los dos mejores posicionados, es decir 13.º y 14.º.
Playoffs
Los Play Off por el campeonato se juegan al mejor de 5 partidos (gana el primero que llegue a 3 victorias) con el formato 2-2-1, en la reclasificación, los cuartos de final y la semifinal. La final se juega al mejor de 7 partidos (gana el primero que llegue a 4 partidos ganados) con el formato 2-2-1-1-1.
Clasificación a competencias internacionales
La Liga Nacional de Básquet tuvo siete cupos internacionales, cuatro para la Liga de las Américas y tres para la Liga Sudamericana de Clubes, los cuales se repartieron de la siguiente manera:
- Liga de las Américas 2009-10: campeón y subcampeón, campeón del Torneo Súper 8 2008, y subcampeón del Torneo Súper 8 2008.
- Liga Sudamericana de Clubes 2009: campeón defensor, campeón del Torneo Súper 8 2008, y subcampeón del Torneo Súper 8 2008.

## Primera fase

### Zona norte
| Equipo               | PJ | PG | PP | Pts |
| -------------------- | -- | -- | -- | --- |
| Atenas               | 14 | 13 | 1  | 27  |
| Libertad (Sunchales) | 14 | 9  | 5  | 23  |
| Regatas Corrientes   | 14 | 8  | 6  | 22  |
| Quimsa               | 14 | 7  | 7  | 21  |
| Ciclista Olímpico    | 14 | 7  | 7  | 21  |
| Sionista             | 14 | 5  | 9  | 19  |
| Obras Sanitarias     | 14 | 4  | 10 | 18  |
| Ben Hur              | 14 | 3  | 11 | 17  |

|  |                                                 |
|  | Clasificados al Súper 8 por tener mejor récord. |
|  | Clasificados al Súper 8 por invitación.         |

| Sionista | 84 - 69 | Ben Hur          | Moisés Flesler         | 3 de octubre |
| Regatas  | 58 - 54 | Obras Sanitarias | José Jorge Contte      | 3 de octubre |
| Libertad | 68 - 73 | Quimsa           | El Hogar de los Tigres | 3 de octubre |
| Olímpico | 65 - 76 | Atenas           | Vicente Rosales        | 3 de octubre |

| Libertad | 78 - 57 | Atenas           | El Hogar de los Tigres | 1 de octubre |
| Sionista | 84 - 81 | Obras Sanitarias | Moisés Flesler         | 5 de octubre |
| Regatas  | 71 - 72 | Ben Hur          | José Jorge Contte      | 5 de octubre |
| Olímpico | 86 - 81 | Quimsa           | Vicente Rosales        | 5 de octubre |

| Ben Hur          | 63 - 68 | Libertad | El Coloso del Sur | 10 de octubre |
| Obras Sanitarias | 57 - 79 | Olímpico | Obras Sanitarias  | 10 de octubre |
| Quimsa           | 97 - 60 | Sionista | Estadio Ciudad    | 10 de octubre |
| Atenas           | 91 - 66 | Regatas  | Carlos Cerutti    | 10 de octubre |

| Ben Hur          | 80 - 87 | Olímpico | El Coloso del Sur | 12 de octubre |
| Obras Sanitarias | 77 - 81 | Libertad | Obras Sanitarias  | 12 de octubre |
| Quimsa           | 88 - 77 | Regatas  | Estadio Ciudad    | 12 de octubre |
| Atenas           | 96 - 73 | Sionista | Carlos Cerutti    | 12 de octubre |

| Ben Hur          | 84 - 76 | Quimsa   | El Coloso del Sur      | 17 de octubre |
| Obras Sanitarias | 59 - 76 | Atenas   | Obras Sanitarias       | 17 de octubre |
| Libertad         | 93 - 65 | Sionista | El Hogar de los Tigres | 17 de octubre |
| Olímpico         | 57 - 69 | Regatas  | Vicente Rosales        | 17 de octubre |

| Ben Hur          | 52 - 74 | Atenas   | El Coloso del Sur      | 19 de octubre |
| Obras Sanitarias | 80 - 83 | Quimsa   | Obras Sanitarias       | 19 de octubre |
| Libertad         | 86 - 55 | Regatas  | El Hogar de los Tigres | 19 de octubre |
| Olímpico         | 99 - 96 | Sionista | Vicente Rosales        | 19 de octubre |

| Quimsa   | 94 - 65 | Ben Hur          | Estadio Ciudad    | 24 de octubre |
| Atenas   | 88 - 76 | Obras Sanitarias | Carlos Cerutti    | 24 de octubre |
| Sionista | 56 - 78 | Libertad         | Moisés Flesler    | 24 de octubre |
| Regatas  | 82 - 69 | Olímpico         | José Jorge Contte | 24 de octubre |

| Regatas  | 65 - 47 | Libertad         | José Jorge Contte | 22 de octubre |
| Quimsa   | 72 - 74 | Obras Sanitarias | Estadio Ciudad    | 26 de octubre |
| Atenas   | 86 - 65 | Ben Hur          | Carlos Cerutti    | 26 de octubre |
| Sionista | 81 - 76 | Olímpico         | Moisés Flesler    | 26 de octubre |

| Quimsa   | 56 - 69 | Atenas           | Estadio Ciudad         | 29 de octubre  |
| Ben Hur  | 82 - 83 | Obras Sanitarias | El Coloso del Sur      | 29 de octubre  |
| Sionista | 72 - 76 | Regatas          | Moisés Flesler         | 31 de octubre  |
| Libertad | 75 - 69 | Olímpico         | El Hogar de los Tigres | 5 de noviembre |

| Atenas           | 76 - 59 | Quimsa   | Quimsa            | 2 de noviembre  |
| Regatas          | 66 - 55 | Sionista | José Jorge Contte | 2 de noviembre  |
| Obras Sanitarias | 78 - 57 | Ben Hur  | Obras Sanitarias  | 2 de noviembre  |
| Olímpico         | 84 - 79 | Libertad | Vicente Rosales   | 11 de noviembre |

| Ben Hur          | 77 - 81 | Sionista | El Coloso del Sur | 7 de noviembre |
| Obras Sanitarias | 63 - 79 | Regatas  | Obras Sanitarias  | 7 de noviembre |
| Quimsa           | 74 - 64 | Libertad | Estadio Ciudad    | 7 de noviembre |
| Atenas           | 63 - 46 | Olímpico | Carlos Cerutti    | 7 de noviembre |

| Ben Hur          | 80 - 79 | Regatas  | El Coloso del Sur | 9 de noviembre |
| Obras Sanitarias | 79 - 67 | Sionista | Obras Sanitarias  | 9 de noviembre |
| Quimsa           | 91 - 71 | Olímpico | Estadio Ciudad    | 9 de noviembre |
| Atenas           | 64 - 59 | Libertad | Carlos Cerutti    | 9 de noviembre |

| Libertad | 87 - 65  | Ben Hur          | El Hogar de los Tigres | 14 de noviembre |
| Olímpico | 76 - 68  | Obras Sanitarias | Vicente Rosales        | 14 de noviembre |
| Sionista | 100 - 90 | Quimsa           | Moisés Flesler         | 14 de noviembre |
| Regatas  | 77 - 82  | Atenas           | José Jorge Contte      | 14 de noviembre |

| Libertad | 77 - 73 | Obras Sanitarias | El Hogar de los Tigres | 16 de noviembre |
| Olímpico | 78 - 71 | Ben Hur          | Vicente Rosales        | 16 de noviembre |
| Sionista | 65 - 95 | Atenas           | Moisés Flesler         | 16 de noviembre |
| Regatas  | 88 - 65 | Quimsa           | José Jorge Contte      | 16 de noviembre |

### Zona sur
| Equipo                    | PJ | PG | PP | Pts |
| ------------------------- | -- | -- | -- | --- |
| Bahía Blanca Estudiantes  | 14 | 8  | 6  | 22  |
| El Nacional Monte Hermoso | 14 | 7  | 7  | 21  |
| Gimnasia (CR)             | 14 | 7  | 7  | 21  |
| Independiente (Neuquén)   | 14 | 7  | 7  | 21  |
| Peñarol 1                 | 14 | 10 | 4  | 20  |
| Quilmes 2                 | 14 | 8  | 6  | 19  |
| Boca Juniors              | 14 | 5  | 9  | 19  |
| Lanús                     | 14 | 4  | 10 | 18  |

|  |                                                 |
|  | Clasificados al Súper 8 por tener mejor récord. |

1: Se le descontaron cuatro (4) puntos.

2: Se le descontaron tres (3) puntos.
| Boca Juniors   | 82 - 78  | Peñarol           | Luis Conde              | 3 de octubre |
| Quilmes        | 102 - 70 | Lanús             | Once Unidos             | 3 de octubre |
| Gimnasia (CR)  | 71 - 86  | BB Estudiantes    | Socios Fundadores       | 3 de octubre |
| El Nacional MH | 66 - 68  | Independiente (N) | Polideportivo Municipal | 3 de octubre |

| Boca Juniors   | 100 - 74 | Lanús             | Luis Conde              | 5 de octubre |
| Gimnasia (CR)  | 76 - 75  | Independiente (N) | Socios Fundadores       | 5 de octubre |
| El Nacional MH | 57 - 79  | BB Estudiantes    | Polideportivo Municipal | 5 de octubre |
| Quilmes        | 73 - 85  | Peñarol           | Once Unidos             | 5 de octubre |

| Peñarol           | 89 - 71 | Gimnasia (CR)  | Islas Malvinas   | 10 de octubre |
| Lanús             | 84 - 73 | El Nacional MH | Antonio Rotili   | 10 de octubre |
| BB Estudiantes    | 82 - 74 | Boca Juniors   | Osvaldo Casanova | 10 de octubre |
| Independiente (N) | 79 - 73 | Quilmes        | Ruca Che         | 10 de octubre |

| Peñarol           | 76 - 71 | El Nacional MH | Islas Malvinas   | 12 de octubre |
| Lanús             | 76 - 69 | Gimnasia (CR)  | Antonio Rotili   | 12 de octubre |
| BB Estudiantes    | 89 - 71 | Quilmes        | Osvaldo Casanova | 12 de octubre |
| Independiente (N) | 94 - 78 | Boca Juniors   | Ruca Che         | 12 de octubre |

| Peñarol        | 78 - 86   | BB Estudiantes    | Islas Malvinas          | 17 de octubre |
| Lanús          | 101 - 103 | Independiente (N) | Antonio Rotili          | 17 de octubre |
| Gimnasia (CR)  | 80 - 64   | Boca Juniors      | Socios Fundadores       | 17 de octubre |
| El Nacional MH | 81 - 73   | Quilmes           | Polideportivo Municipal | 17 de octubre |

| El Nacional MH | 85 - 63  | Boca Juniors      | Polideportivo Municipal | 15 de octubre |
| Peñarol        | 107 - 96 | Independiente (N) | Islas Malvinas          | 19 de octubre |
| Lanús          | 74 - 64  | BB Estudiantes    | Antonio Rotili          | 19 de octubre |
| Gimnasia (CR)  | 81 - 65  | Quilmes           | Socios Fundadores       | 19 de octubre |

| Independiente (N) | 80 - 78 | Lanús          | Ruca Che         | 24 de octubre |
| Boca Juniors      | 81 - 73 | Gimnasia (CR)  | Luis Conde       | 24 de octubre |
| Quilmes           | 84 - 69 | El Nacional MH | Once Unidos      | 24 de octubre |
| BB Estudiantes    | 78 - 79 | Peñarol        | Osvaldo Casanova | 28 de octubre |

| BB Estudiantes    | 88 - 76 | Lanús          | Osvaldo Casanova | 26 de octubre |
| Independiente (N) | 84 - 79 | Peñarol        | Ruca Che         | 26 de octubre |
| Boca Juniors      | 96 - 90 | El Nacional MH | Luis Conde       | 26 de octubre |
| Quilmes           | 87 - 74 | Gimnasia (CR)  | Once Unidos      | 26 de octubre |

| BB Estudiantes | 90 - 72 | Independiente (N) | Osvaldo Casanova  | 31 de octubre   |
| Gimnasia (CR)  | 76 - 85 | El Nacional MH    | Socios Fundadores | 31 de octubre   |
| Peñarol        | 82 - 64 | Lanús             | Islas Malvinas    | 31 de octubre   |
| Boca Juniors   | 75 - 82 | Quilmes           | Luis Conde        | 11 de noviembre |

| Independiente (N) | 97 - 63 | BB Estudiantes | Ruca Che                | 2 de noviembre |
| Quilmes           | 85 - 78 | Boca Juniors   | Once Unidos             | 2 de noviembre |
| Lanús             | 72 - 81 | Peñarol        | Antonio Rotili          | 2 de noviembre |
| El Nacional MH    | 82 - 60 | Gimnasia (CR)  | Polideportivo Municipal | 4 de noviembre |

| BB Estudiantes    | 78 - 85 | Gimnasia (CR)  | Osvaldo Casanova | 7 de noviembre |
| Independiente (N) | 72 - 75 | El Nacional MH | Ruca Che         | 7 de noviembre |
| Peñarol           | 72 - 61 | Boca Juniors   | Once Unidos      | 9 de noviembre |
| Lanús             | 89 - 75 | Quilmes        | Antonio Rotili   | 9 de noviembre |

| Lanús             | 69 - 87  | Boca Juniors   | Antonio Rotili         | 5 de noviembre |
| Peñarol           | 95 - 102 | Quilmes        | Parque Carlos Guerrero | 7 de noviembre |
| BB Estudiantes    | 81 - 84  | El Nacional MH | Osvaldo Casanova       | 9 de noviembre |
| Independiente (N) | 64 - 69  | Gimnasia (CR)  | Ruca Che               | 9 de noviembre |

| Gimnasia (CR)  | 80 - 73 | Peñarol           | Socios Fundadores       | 12 de noviembre |
| El Nacional MH | 90 - 84 | Lanús             | Polideportivo Municipal | 14 de noviembre |
| Boca Juniors   | 77 - 79 | BB Estudiantes    | Luis Conde              | 14 de noviembre |
| Quilmes        | 75 - 68 | Independiente (N) | Once Unidos             | 14 de noviembre |

| Gimnasia (CR)  | 82 - 67  | Lanús             | Socios Fundadores       | 16 de noviembre |
| El Nacional MH | 70 - 78  | Peñarol           | Polideportivo Municipal | 16 de noviembre |
| Boca Juniors   | 87 - 94  | Independiente (N) | Luis Conde              | 16 de noviembre |
| Quilmes        | 106 - 98 | BB Estudiantes    | Once Unidos             | 16 de noviembre |

## Torneo Súper 8
La cuarta edición del Torneo Súper 8 tuvo lugar en el Estadio Obras Sanitarias de la ciudad autónoma de Buenos Aires, entre el 26 y 30 de noviembre del 2008.
El ganador de dicho torneo fue Regatas Corrientes que se coronó campeón tras derrotar en la final a Obras Sanitarias por 68 - 62.

## Segunda fase
| Equipo | Equipo                    | A    | PJ | PG | PP | Pts  |
| ------ | ------------------------- | ---- | -- | -- | -- | ---- |
| 1.º    | Atenas                    | 13.5 | 30 | 20 | 10 | 63.5 |
| 2.º    | Peñarol                   | 10.0 | 30 | 23 | 7  | 63.0 |
| 3.º    | Libertad (Sunchales)      | 11.5 | 30 | 18 | 12 | 59.5 |
| 4.º    | Gimnasia (CR)             | 10.5 | 30 | 18 | 12 | 58.5 |
| 5.º    | Sionista                  | 9.5  | 30 | 19 | 11 | 58.5 |
| 6.º    | Ciclista Olímpico         | 10.5 | 30 | 17 | 13 | 57.5 |
| 7.º    | Bahía Blanca Estudiantes  | 11.0 | 30 | 16 | 14 | 57.0 |
| 8.º    | Boca Juniors              | 9.5  | 30 | 17 | 13 | 56.5 |
| 9.º    | Independiente (Neuquén)   | 10.5 | 30 | 15 | 15 | 55.5 |
| 10.º   | Regatas Corrientes        | 11.0 | 30 | 14 | 16 | 55.0 |
| 11.º   | Quimsa                    | 10.5 | 30 | 13 | 17 | 53.5 |
| 12.º   | Quilmes                   | 9.5  | 30 | 13 | 17 | 52.5 |
| 13.º   | Obras Sanitarias          | 9.0  | 30 | 13 | 17 | 52.0 |
| 14.º   | El Nacional Monte Hermoso | 10.5 | 30 | 11 | 19 | 51.5 |
| 15.º   | Lanús                     | 9.0  | 30 | 10 | 20 | 49.0 |
| 16.º   | Ben Hur                   | 8.5  | 30 | 3  | 27 | 41.5 |

|  |                                               |
|  | Clasificados directamente a cuartos de final. |
|  | Clasificados a la serie reclasificatoria.     |
|  | Disputan la serie por el descenso.            |

| BB Estudiantes | 74 - 87 | Independiente      | Osvaldo Casanova       | 19 de noviembre |
| Libertad       | 86 - 69 | Ciclista Olímpico  | El Hogar de los Tigres | 21 de noviembre |
| Sionista       | 78 - 67 | Regatas Corrientes | Moisés Flesler         | 21 de noviembre |
| Boca Juniors   | 79 - 74 | Quilmes            | Luis Conde             | 21 de noviembre |
| Gimnasia       | 92 - 75 | El Nacional MH     | Socios Fundadores      | 21 de noviembre |
| Quimsa         | 76 - 91 | Atenas             | Estadio Ciudad         | 21 de noviembre |
| Ben Hur        | 86 - 69 | Obras Sanitarias   | El Coliseo del Sur     | 21 de noviembre |
| Peñarol        | 68 - 65 | Lanús              | Islas Malvinas         | 21 de noviembre |

| Independiente      | 90 - 80 | BB Estudiantes | Ruca Che                | 21 de noviembre |
| Ciclista Olímpico  | 74 - 69 | Libertad       | Vicente Rosales         | 23 de noviembre |
| Regatas Corrientes | 68 - 65 | Sionista       | José Jorge Contte       | 23 de noviembre |
| Quilmes            | 98 - 82 | Boca Juniors   | Once Unidos             | 23 de noviembre |
| El Nacional MH     | 91 - 93 | Gimnasia       | Polideportivo Municipal | 23 de noviembre |
| Atenas             | 61 - 54 | Quimsa         | Carlos Cerutti          | 23 de noviembre |
| Obras Sanitarias   | 87 - 69 | Ben Hur        | Obras Sanitarias        | 23 de noviembre |
| Lanús              | 60 - 68 | Peñarol        | Antonio Rotili          | 23 de noviembre |

| Quilmes          | 86 - 92 | Independiente      | Once Unidos             | 5 de diciembre |
| Gimnasia         | 86 - 64 | Sionista           | Socios Fundadores       | 5 de diciembre |
| El Nacional MH   | 80 - 63 | Regatas Corrientes | Polideportivo Municipal | 5 de diciembre |
| Quimsa           | 90 - 86 | Libertad           | Estadio Ciudad          | 5 de diciembre |
| Atenas           | 83 - 61 | Ciclista Olímpico  | Carlos Cerutti          | 5 de diciembre |
| Ben Hur          | 69 - 96 | Peñarol            | Coliseo del Sur         | 5 de diciembre |
| Obras Sanitarias | 73 - 74 | Lanús              | Obras Sanitarias        | 5 de diciembre |
| Boca Juniors     | 85 - 90 | BB Estudiantes     | Luis Conde              | 9 de diciembre |

| Atenas           | 75 - 65  | Libertad           | Carlos Cerutti          | 3 de diciembre |
| Boca Juniors     | 75 - 77  | Independiente      | Luis Conde              | 7 de diciembre |
| Quilmes          | 98 - 96  | BB Estudiantes     | Once Unidos             | 7 de diciembre |
| Quimsa           | 107 - 90 | Olímpico           | Estadio Ciudad          | 7 de diciembre |
| Gimnasia         | 94 - 85  | Regatas Corrientes | Socios Fundadores       | 7 de diciembre |
| Ben Hur          | 86 - 78  | Lanús              | El Coliseo del Sur      | 7 de diciembre |
| Obras Sanitarias | 65 - 76  | Peñarol            | Obras Sanitarias        | 7 de diciembre |
| El Nacional MH   | 75 - 71  | Sionista           | Polideportivo Municipal | 8 de diciembre |

| BB Estudiantes     | 92 - 77   | Ben Hur          | Osvaldo Casanova       | 12 de diciembre |
| Independiente      | 97 - 92   | Obras Sanitarias | Ruca Che               | 12 de diciembre |
| Peñarol            | 86 - 75   | Quimsa           | Islas Malvinas         | 12 de diciembre |
| Lanús              | 89 - 69   | Atenas           | Antonio Rotili         | 12 de diciembre |
| Libertad           | 74 - 51   | Gimnasia         | El Hogar de los Tigres | 12 de diciembre |
| Ciclista Olímpico  | 106 - 108 | El Nacional MH   | Vicente Rosales        | 12 de diciembre |
| Regatas Corrientes | 74 - 75   | Quilmes          | José Jorge Contte      | 12 de diciembre |
| Sionista           | 88 - 103  | Boca Juniors     | Moisés Flesler         | 16 de diciembre |

| Peñarol            | 88 - 82  | Atenas           | Islas Malvinas         | 10 de diciembre |
| BB Estudiantes     | 82 - 66  | Obras Sanitarias | Osvaldo Casanova       | 14 de diciembre |
| Independiente      | 89 - 82  | Ben Hur          | Ruca Che               | 14 de diciembre |
| Lanús              | 100 - 69 | Quimsa           | Antonio Rotili         | 14 de diciembre |
| Libertad           | 71 - 60  | El Nacional MH   | El Hogar de los Tigres | 14 de diciembre |
| Ciclista Olímpico  | 80 - 74  | Gimnasia         | Vicente Rosales        | 14 de diciembre |
| Sionista           | 93 - 75  | Quilmes          | Moisés Flesler         | 14 de diciembre |
| Regatas Corrientes | 77 - 73  | Boca Juniors     | José Jorge Contte      | 14 de diciembre |

| Atenas             | 83 - 57 | Obras Sanitarias  | Carlos Cerutti          | 18 de diciembre |
| Sionista           | 92 - 90 | BB Estudiantes    | Moisés Flesler          | 19 de diciembre |
| Boca Juniors       | 68 - 75 | Libertad          | Luis Conde              | 19 de diciembre |
| Quilmes            | 82 - 77 | Ciclista Olímpico | Once Unidos             | 19 de diciembre |
| El Nacional MH     | 72 - 64 | Lanús             | Polideportivo Municipal | 19 de diciembre |
| Quimsa             | 74 - 77 | Ben Hur           | Estadio Ciudad          | 19 de diciembre |
| Regatas Corrientes | 69 - 72 | Independiente     | José Jorge Contte       | 13 de enero     |
| Gimnasia           | 63 - 83 | Peñarol           | Socios Fundadores       | 14 de enero     |

| Gimnasia           | 81 - 66 | Lanús             | Socios Fundadores       | 17 de diciembre |
| Sionista           | 77 - 67 | Independiente     | Moisés Flesler          | 21 de diciembre |
| Regatas Corrientes | 69 - 78 | BB Estudiantes    | José Jorge Contte       | 21 de diciembre |
| Boca Juniors       | 83 - 82 | Ciclista Olímpico | Luis Conde              | 21 de diciembre |
| Quilmes            | 87 - 84 | Libertad          | Once Unidos             | 21 de diciembre |
| El Nacional MH     | 73 - 88 | Peñarol           | Polideportivo Municipal | 21 de diciembre |
| Quimsa             | 82 - 83 | Obras Sanitarias  | Estadio Ciudad          | 21 de diciembre |
| Atenas             | 82 - 56 | Ben Hur           | Carlos Cerutti          | 21 de diciembre |

| BB Estudiantes    | 100 - 85 | Quimsa             | Osvaldo Casanova       | 4 de enero |
| Independiente     | 68 - 104 | Atenas             | Ruca Che               | 4 de enero |
| Ben Hur           | 64 - 66  | Gimnasia           | El Coliseo del Sur     | 4 de enero |
| Obras Sanitarias  | 68 - 60  | El Nacional MH     | Obras Sanitarias       | 4 de enero |
| Peñarol           | 93 - 94  | Boca Juniors       | Islas Malvinas         | 4 de enero |
| Lanús             | 76 - 93  | Quilmes            | Antonio Rotili         | 4 de enero |
| Libertad          | 73 - 66  | Sionista           | El Hogar de los Tigres | 4 de enero |
| Ciclista Olímpico | 85 - 82  | Regatas Corrientes | Vicente Rosales        | 4 de enero |

| BB Estudiantes   | 71 - 69  | Atenas             | Osvaldo Casanova       | 6 de enero |
| Independiente    | 97 - 89  | Quimsa             | Ruca Che               | 6 de enero |
| Ben Hur          | 85 - 109 | El Nacional MH     | EL Coliseo del Sur     | 6 de enero |
| Obras Sanitarias | 63 - 48  | Gimnasia           | Obras Sanitarias       | 6 de enero |
| Lanús            | 93 - 83  | Boca Juniors       | Antonio Rotili         | 6 de enero |
| Ciclista Olímpio | 83 - 84  | Sionista           | Vicente Rosales        | 6 de enero |
| Libertad         | 68 - 80  | Regatas Corrientes | El Hogar de los Tigres | 7 de enero |
| Peñarol          | 66 - 64  | Quilmes            | Islas Malvinas         | 1 de marzo |

| Libertad           | 77 - 71   | BB Estudiantes   | El Hogar de los Tigres  | 9 de enero |
| Ciclista Olímpico  | 92 - 81   | Independiente    | Vicente Rosales         | 9 de enero |
| Sionista           | 91 - 73   | Peñarol          | Moisés Flesler          | 9 de enero |
| Regatas Corrientes | 89 - 76   | Lanús            | José Jorge Contte       | 9 de enero |
| Boca Juniors       | 83 - 69   | Ben Hur          | Luis Conde              | 9 de enero |
| Quilmes            | 77 - 67   | Obras Sanitarias | Once Unidos             | 9 de enero |
| Gimnasia           | 105 - 100 | Quimsa           | Socios Fundadores       | 9 de enero |
| El Nacional MH     | 70 - 83   | Atenas           | Polideportivo Municipal | 9 de enero |

| Libertad           | 73 - 72 | Independiente    | El Hogar de los Tigres  | 11 de enero |
| Ciclista Olímpico  | 82 - 73 | BB Estudiantes   | Vicente Rosales         | 11 de enero |
| Sionista           | 92 - 77 | Lanús            | Moisés Flesler          | 11 de enero |
| Regatas Corrientes | 77 - 80 | Peñarol          | José Jorge Contte       | 11 de enero |
| Boca Juniors       | 89 - 98 | Obras Sanitarias | Luis Conde              | 11 de enero |
| Quilmes            | 96 - 86 | Ben Hur          | Once Unidos             | 11 de enero |
| Gimnasia           | 80 - 76 | Atenas           | Socios Fundadores       | 11 de enero |
| El Nacional MH     | 84 - 73 | Quimsa           | Polideportivo Municipal | 11 de enero |

| BB Estudiantes   | 71 - 64 | Gimnasia           | Osvaldo Casanova   | 16 de enero   |
| Independiente    | 95 - 90 | El Nacional MH     | Ruca Che           | 16 de enero   |
| Quimsa           | 98 - 76 | Boca Juniors       | Estadio Ciudad     | 16 de enero   |
| Atenas           | 98 - 82 | Quilmes            | Carlos Cerutti     | 16 de enero   |
| Ben Hur          | 69 - 88 | Sionista           | El Coliseo del Sur | 16 de enero   |
| Obras Sanitarias | 66 - 63 | Regatas Corrientes | Obras Sanitarias   | 16 de enero   |
| Lanús            | 60 - 70 | Ciclista Olímpico  | Antonio Rotili     | 16 de enero   |
| Peñarol          | 87 - 74 | Libertad           | Islas Malvinas     | 18 de febrero |

| Quimsa           | 101 - 75 | Quilmes            | Estadio Ciudad     | 14 de enero |
| BB Estudiantes   | 76 - 69  | El Nacional MH     | Osvaldo Casanova   | 18 de enero |
| Independiente    | 87 - 85  | Gimnasia           | Ruca Che           | 18 de enero |
| Atenas           | 73 - 53  | Boca Juniors       | Carlos Cerutti     | 18 de enero |
| Ben Hur          | 73 - 75  | Regatas Corrientes | El Coliseo del Sur | 18 de enero |
| Obras Sanitarias | 89 - 91  | Sionista           | Obras Sanitarias   | 18 de enero |
| Peñarol          | 89 - 72  | Ciclista Olímpico  | Islas Malvinas     | 18 de enero |
| Lanús            | 72 - 88  | Libertad           | Antonio Rotili     | 18 de enero |

| BB Estudiantes     | 76 - 64 | Peñarol          | Osvaldo Casanova       | 21 de enero  |
| Independiente      | 84 - 66 | Lanús            | Ruca Che               | 21 de enero  |
| Libertad           | 78 - 69 | Ben Hur          | El Hogar de los Tigres | 21 de enero  |
| Ciclista Olímpico  | 84 - 89 | Obras Sanitarias | Vicente Rosales        | 21 de enero  |
| Regatas Corrientes | 64 - 73 | Atenas           | José Jorge Contte      | 21 de enero  |
| Boca Juniors       | 98 - 97 | Gimnasia         | Luis Conde             | 21 de enero  |
| Quilmes            | 68 - 71 | El Nacional MH   | Benito Juárez          | 21 de enero  |
| Sionista           | 77 - 74 | Quimsa           | Moisés Flesler         | 4 de febrero |

| BB Estudiantes     | 94 - 79 | Lanús            | Osvaldo Casanova       | 23 de enero   |
| Independiente      | 78 - 84 | Peñarol          | Ruca Che               | 23 de enero   |
| Libertad           | 74 - 76 | Obras Sanitarias | El Hogar de los Tigres | 23 de enero   |
| Ciclista Olímpico  | 69 - 53 | Ben Hur          | Vicente Rosales        | 23 de enero   |
| Sionista           | 86 - 80 | Atenas           | Moisés Flesler         | 23 de enero   |
| Boca Juniors       | 97 - 86 | El Nacional MH   | Luis Conde             | 23 de enero   |
| Quilmes            | 85 - 95 | Gimnasia         | Benito Juárez          | 23 de enero   |
| Regatas Corrientes | 75 - 62 | Quimsa           | José Jorge Contte      | 10 de febrero |

| Lanús            | 88 - 83 | Independiente      | Antonio Rotili          | 30 de enero  |
| Ben Hur          | 58 - 74 | Libertad           | El Coliseo del Sur      | 30 de enero  |
| Obras Sanitarias | 74 - 84 | Ciclista Olímpico  | Obras Sanitarias        | 30 de enero  |
| Quimsa           | 91 - 85 | Sionista           | Estadio Ciudad          | 30 de enero  |
| Atenas           | 66 - 77 | Regatas Corrientes | Carlos Cerutti          | 30 de enero  |
| Gimnasia         | 96 - 87 | Boca Juniors       | Socios Fundadores       | 30 de enero  |
| El Nacional MH   | 70 - 71 | Quilmes            | Polideportivo Municipal | 30 de enero  |
| Peñarol          | 74 - 65 | BB Estudiantes     | Islas Malvinas          | 3 de febrero |

| Lanús            | 101 - 79 | BB Estudiantes     | Antonio Rotili          | 1 de febrero |
| Peñarol          | 82 - 64  | Independiente      | Islas Malvinas          | 1 de febrero |
| Obras Sanitarias | 75 - 76  | Libertad           | Obras Sanitaras         | 1 de febrero |
| Ben Hur          | 61 - 71  | Ciclista Olímpico  | El Coliseo del Sur      | 1 de febrero |
| Atenas           | 84 - 68  | Sionista           | Carlos Cerutti          | 1 de febrero |
| Quimsa           | 94 - 81  | Regatas Corrientes | Estadio Ciudad          | 1 de febrero |
| El Nacional MH   | 87 - 89  | Boca Juniors       | Polideportivo Municipal | 1 de febrero |
| Gimnasia         | 77 - 81  | Quilmes            | Socios Fundadores       | 1 de febrero |

| BB Estudiantes     | 90 - 91 | Boca Juniors     | Osvaldo Casanova       | 6 de febrero |
| Independiente      | 98 - 83 | Quilmes          | Ruca Che               | 6 de febrero |
| Sionista           | 81 - 90 | Gimnasia         | Moisés Flesler         | 6 de febrero |
| Regatas Corrientes | 76 - 73 | El Nacional MH   | José Jorge Contte      | 6 de febrero |
| Libertad           | 79 - 92 | Quimsa           | El Hogar de los Tigres | 6 de febrero |
| Ciclista Olímpico  | 82 - 79 | Atenas           | Vicente Rosales        | 6 de febrero |
| Peñarol            | 89 - 71 | Ben Hur          | Islas Malvinas         | 6 de febrero |
| Lanús              | 81 - 86 | Obras Sanitarias | Antonio Rotili         | 6 de febrero |

| Independiente      | 90 - 96  | Boca Juniors     | Ruca Che               | 3 de febrero |
| BB Estudiantes     | 102 - 81 | Quilmes          | Osvaldo Casanova       | 8 de febrero |
| Regatas Corrientes | 86 - 79  | Gimnasia         | José Jorge Contte      | 8 de febrero |
| Sionista           | 75 - 87  | El Nacional MH   | Moisés Flesler         | 8 de febrero |
| Ciclista Olímpico  | 86 - 78  | Quimsa           | Vicente Rosales        | 8 de febrero |
| Libertad           | 86 - 76  | Atenas           | El Hogar de los Tigres | 8 de febrero |
| Lanús              | 93 - 75  | Ben Hur          | Antonio Rotili         | 8 de febrero |
| Peñarol            | 87 - 84  | Obras Sanitarias | Islas Malvinas         | 8 de febrero |

| Ben Hur          | 78 - 91 | Bahía Blanca Estudiantes | El Coliseo del Sur      | 13 de febrero |
| Obras Sanitarias | 75 - 64 | Independiente            | Obras Sanitarias        | 13 de febrero |
| Quimsa           | 79 - 68 | Peñarol                  | Estadio Ciudad          | 13 de febrero |
| Atenas           | 85 - 60 | Lanús                    | Carlos Cerutti          | 13 de febrero |
| Gimnasia         | 81 - 76 | Libertad                 | Socios Fundadores       | 13 de febrero |
| El Nacional MH   | 73 - 90 | Ciclista Olímpico        | Polideportivo Municipal | 13 de febrero |
| Boca Juniors     | 76 - 89 | Sionista                 | Luis Conde              | 13 de febrero |
| Quilmes          | 75 - 79 | Regatas Corrientes       | Once Unidos             | 13 de febrero |

| Obras Sanitarias | 86 - 74  | BB Estudiantes     | Obras Sanitarias        | 11 de febrero |
| Ben Hur          | 80 - 88  | Independiente      | El Coliseo del Sur      | 15 de febrero |
| Atenas           | 69 - 73  | Peñarol            | Carlos Cerutti          | 15 de febrero |
| Quimsa           | 106 - 87 | Lanús              | Estadio Ciudad          | 15 de febrero |
| El Nacional MH   | 75 - 69  | Libertad           | Polideportivo Municipal | 15 de febrero |
| Gimnasia         | 58 - 66  | Ciclista Olímpico  | Socios Fundadores       | 15 de febrero |
| Quilmes          | 87 - 90  | Sionista           | Once Unidos             | 15 de febrero |
| Boca Juniors     | 85 - 67  | Regatas Corrientes | Luis Conde              | 15 de febrero |

| BB Estudiantes    | 87 - 97  | Sionista           | Osvaldo Casanova       | 20 de febrero |
| Independiente     | 82 - 87  | Regatas Corrientes | Ruca Che               | 20 de febrero |
| Libertad          | 85 - 66  | Boca Juniors       | El Hogar de los Tigres | 20 de febrero |
| Ciclista Olímpico | 82 - 58  | Quilmes            | Vicente Rosales        | 20 de febrero |
| Peñarol           | 87 - 100 | Gimnasia           | Islas Malvinas         | 20 de febrero |
| Lanús             | 85 - 71  | El Nacional MH     | Antonio Rotili         | 20 de febrero |
| Ben Hur           | 68 - 75  | Quimsa             | El Coliseo del Sur     | 20 de febrero |
| Obras Sanitarias  | 85 - 81  | Atenas             | Obras Sanitarias       | 25 de febrero |

| BB Estudiantes    | 82 - 66 | Regatas Corrientes | Osvaldo Casanova       | 18 de febrero |
| Independiente     | 83 - 72 | Sionista           | Ruca Che               | 22 de febrero |
| Ciclista Olímpico | 84 - 88 | Boca Juniors       | Vicente Rosales        | 22 de febrero |
| Libertad          | 95 - 77 | Quilmes            | El Hogar de los Tigres | 22 de febrero |
| Lanús             | 81 - 79 | Gimnasia           | Antonio Rotili         | 22 de febrero |
| Peñarol           | 87 - 76 | El Nacional MH     | Islas Malvinas         | 22 de febrero |
| Obras Sanitarias  | 84 - 82 | Quimsa             | Obras Sanitarias       | 22 de febrero |
| Ben Hur           | 68 - 85 | Atenas             | El Coliseo del Sur     | 22 de febrero |

| Atenas         | 99 - 65 | Independiente     | Carlos Cerutti          | 27 de febrero |
| Gimnasia       | 85 - 53 | Ben Hur           | Socios Fundadores       | 27 de febrero |
| El Nacional MH | 94 - 88 | Obras Sanitarias  | Polideportivo Municipal | 27 de febrero |
| Boca Juniors   | 78 - 74 | Peñarol           | Luis Conde              | 27 de febrero |
| Quilmes        | 79 - 84 | Lanús             | Once Unidos             | 27 de febrero |
| Sionista       | 82 - 59 | Libertad          | Moisés Flesler          | 27 de febrero |
| Quimsa         | 90 - 85 | BB Estudiantes    | Estadio Ciudad          | 3 de marzo    |
| Regatas        | 76 - 93 | Ciclista Olímpico | José Jorge Contte       | 3 de marzo    |

| Quilmes            | 81 - 88  | Peñarol           | Once Unidos             | 25 de febrero |
| Atenas             | 76 - 67  | BB Estudiantes    | Carlos Cerutti          | 1 de marzo    |
| Quimsa             | 80 - 77  | Independiente     | Estadio Ciudad          | 1 de marzo    |
| El Nacional MH     | 82 - 72  | Ben Hur           | Polideportivo Municipal | 1 de marzo    |
| Gimnasia           | 78 - 57  | Obras Sanitarias  | Socios Fundadores       | 1 de marzo    |
| Regatas Corrientes | 59 - 74  | Libertad          | José Jorge Contte       | 1 de marzo    |
| Sionista           | 96 - 89  | Ciclista Olímpico | Moisés Flesler          | 1 de marzo    |
| Boca Juniors       | 101 - 98 | Lanús             | Luis Conde              | 3 de marzo    |

| BB Estudiantes   | 77 - 76  | Libertad           | Osvaldo Casanova   | 6 de marzo |
| Independiente    | 73 - 80  | Ciclista Olímpico  | Ruca Che           | 6 de marzo |
| Peñarol          | 106 - 60 | Sionista           | Islas Malvinas     | 6 de marzo |
| Lanús            | 58 - 96  | Regatas Corrientes | Antonio Rotili     | 6 de marzo |
| Ben Hur          | 62 - 89  | Boca Juniors       | El Coliseo del Sur | 6 de marzo |
| Obras Sanitarias | 61 - 79  | Quilmes            | Obras Sanitarias   | 6 de marzo |
| Quimsa           | 74 - 75  | Gimnasia           | Estadio Ciudad     | 6 de marzo |
| Atenas           | 91 - 67  | El Nacional MH     | Carlos Cerutti     | 6 de marzo |

| Atenas           | 72 - 57 | Gimnasia           | Carlos Cerutti     | 4 de marzo  |
| Independiente    | 77 - 87 | Libertad           | Ruca Che           | 8 de marzo  |
| Bahía Blanca     | 66 - 56 | Ciclista Olímpico  | Osvaldo Casanova   | 8 de marzo  |
| Lanús            | 83 - 85 | Sionista           | Antonio Rotili     | 8 de marzo  |
| Peñarol          | 80 - 62 | Regatas Corrientes | Islas Malvinas     | 8 de marzo  |
| Ben Hur          | 66 - 79 | Quilmes            | El Coliseo del Sur | 8 de marzo  |
| Quimsa           | 84 - 57 | El Nacional MH     | Estadio Ciudad     | 8 de marzo  |
| Obras Sanitarias | 76 - 82 | Boca Juniors       | Obras Sanitarias   | 10 de marzo |

| Gimnasia           | 77 - 71  | BB Estudiantes   | Socios Fundadores       | 15 de marzo |
| El Nacional MH     | 76 - 89  | Independiente    | Polideportivo Municipal | 15 de marzo |
| Boca Juniors       | 88 - 83  | Quimsa           | Luis Conde              | 15 de marzo |
| Quilmes            | 79 - 90  | Atenas           | Once Unidos             | 15 de marzo |
| Sionista           | 78 - 73  | Ben Hur          | Moisés Flesler          | 15 de marzo |
| Regatas Corrientes | 74 - 65  | Obras Sanitarias | José Jorge Contte       | 15 de marzo |
| Libertad           | 101 - 79 | Peñarol          | El Hogar de los Tigres  | 15 de marzo |
| Ciclista Olímpico  | 64 - 54  | Lanús            | Vicente Rosales         | 15 de marzo |

| El Nacional MH     | 73 - 85 | BB Estudiantes   | Polideportivo Municipal | 17 de marzo |
| Gimnasia           | 85 - 76 | Independiente    | Socios Fundadores       | 17 de marzo |
| Quilmes            | 82 - 68 | Quimsa           | Once Unidos             | 17 de marzo |
| Boca Juniors       | 87 - 88 | Atenas           | Luis Conde              | 17 de marzo |
| Regatas Corrientes | 85 - 62 | Ben Hur          | José Jorge Contte       | 17 de marzo |
| Sionista           | 90 - 82 | Obras Sanitarias | Moisés Flesler          | 17 de marzo |
| Ciclista Olímpico  | 78 - 82 | Peñarol          | Vicente Rosales         | 17 de marzo |
| Libertad           | 89 - 66 | Lanús            | El Hogar de los Tigres  | 17 de marzo |

## Tercera fase; play-offs de descenso
Obras Sanitarias - Ben Hur
| 20 de marzo  | Obras Sanitarias                            | 89–61   | Ben Hur | |  |  |
|              | Parciales: 27 - 18, 21 - 7 30 - 16, 11 - 20 |         |         | |  |  |
|              |                                             | Reporte |         | Pabellón: Estadio Obras Sanitarias, Ciudad de Buenos Aires Árbitros: Fernando Sampietro, Alejandro Ramallo |  |  |
| serie: 1 - 0 |                                             |         |         | |  |  |
|              |                                             |         |         | |  |  |

| 22 de marzo  | Obras Sanitarias                             | 80–69   | Ben Hur | |  |  |
|              | Parciales: 21 - 24, 24 - 11 10 - 19, 25 - 15 |         |         | |  |  |
|              |                                              | Reporte |         | Pabellón: Estadio Obras Sanitarias, Ciudad de Buenos Aires Árbitros: Daniel Rodrigo, Fabricio Vito |  |  |
| serie: 2 - 0 |                                              |         |         | |  |  |
|              |                                              |         |         | |  |  |

| 27 de marzo  | Ben Hur                                      | 62–65   | Obras Sanitarias |                                                                                           |  |  |
|              | Parciales: 11 - 11, 24 - 19 15 - 18, 12 - 17 |         |                  |                                                                                           |  |  |
|              |                                              | Reporte |                  | Pabellón: El Coloso del Sur, Rafaela Árbitros: Pablo Alberto Estévez, Juan José Fernández |  |  |
| serie: 0 - 3 |                                              |         |                  |                                                                                           |  |  |
|              |                                              |         |                  |                                                                                           |  |  |

El Nacional Monte Hermoso - Lanús
| 23 de marzo  | El Nacional Monte Hermoso                    | 88–73   | Lanús | |  |  |
|              | Parciales: 25 - 17, 23 - 12 14 - 20, 26 - 24 |         |       | |  |  |
|              |                                              | Reporte |       | Pabellón: Polideportivo Municipal, Monte Hermoso Árbitros: Pablo Alberto Estévez, Osvaldo Raúl Bautista, Sergio Gabriel Tarifeño |  |  |
| serie: 1 - 0 |                                              |         |       | |  |  |
|              |                                              |         |       | |  |  |

| 25 de marzo  | El Nacional Monte Hermoso                    | 66–69   | Lanús | |  |  |
|              | Parciales: 17 - 15, 15 - 19 15 - 18, 19 - 17 |         |       | |  |  |
|              |                                              | Reporte |       | Pabellón: Polideportivo Municipal, Monte Hermoso Árbitros: Diego Rougier, Roberto Omar Smith, Silvio Gastón Guzmán |  |  |
| serie: 1 - 1 |                                              |         |       | |  |  |
|              |                                              |         |       | |  |  |

| 29 de marzo  | Lanús                                        | 78–63   | El Nacional Monte Hermoso |                                                                                           |  |  |
|              | Parciales: 24 - 19, 16 - 19 22 - 13, 16 - 12 |         |                           |                                                                                           |  |  |
|              |                                              | Reporte |                           | Pabellón: Microestadio Antonio Rotili, Lanús Árbitros: Daniel Rodrigo, Roberto Setembrini |  |  |
| serie: 2 - 1 |                                              |         |                           |                                                                                           |  |  |
|              |                                              |         |                           |                                                                                           |  |  |

| 31 de marzo  | Lanús                                        | 88–72   | El Nacional Monte Hermoso |                                                                                            |  |  |
|              | Parciales: 18 - 18, 16 - 16 32 - 19, 22 - 19 |         |                           |                                                                                            |  |  |
|              |                                              | Reporte |                           | Pabellón: Microestadio Antonio Rotili, Lanús Árbitros: Alejandro Chiti, Fernando Sampietro |  |  |
| serie: 3 - 1 |                                              |         |                           |                                                                                            |  |  |
|              |                                              |         |                           |                                                                                            |  |  |

## Tercera fase - playoffs
|  | Reclasificación | Reclasificación          | Reclasificación |                    |   | Cuartos de final | Cuartos de final | Cuartos de final |  |     | Semifinales | Semifinales | Semifinales |  |     | Final  | Final | Final |  |
|  |                 |                          |                 |                    |   |                  |                  |                  |  |     |             |             |             |  |     |        |       |       |  |
|  |                 |                          |                 |                    |   |                  |                  |                  |  |     |             |             |             |  |     |        |       |       |  |
|  |                 |                          |                 |                    |   |                  |                  |                  |  |     |             |             |             |  |     |        |       |       |  |
|  |                 |                          |                 |                    |   |                  |                  |                  |  |     |             |             |             |  |     |        |       |       |  |
|  |                 |                          |                 |                    |   |                  |                  |                  |  |     |             |             |             |  |     |        |       |       |  |
|  |                 | 1.º                      | Atenas          | 3                  |   |                  |                  |                  |  |     |             |             |             |  |     |        |       |       |  |
|  |                 |                          |                 | 3                  |   |                  |                  |                  |  |     |             |             |             |  |     |        |       |       |  |
|  |                 |                          | 10.º            | Regatas Corrientes | 2 |                  |                  |                  |  |     |             |             |             |  |     |        |       |       |  |
|  | 7.º             | Bahía Blanca Estudiantes | 10.º            | Regatas Corrientes | 2 | 0                |                  |                  |  |     |             |             |             |  |     |        |       |       |  |
|  | 7.º             | Bahía Blanca Estudiantes |                 |                    |   |                  |                  |                  |  |     |             |             |             |  |     |        |       |       |  |
|  | 10.º            | Regatas Corrientes       | 3               |                    |   |                  |                  |                  |  |     |             |             |             |  |     |        |       |       |  |
|  | 10.º            | Regatas Corrientes       | 3               |                    |   |                  |                  |                  |  | 1.º | Atenas      | 3           |             |  |     |        |       |       |  |
|  |                 |                          |                 |                    |   |                  |                  |                  |  | 1.º | Atenas      | 3           |             |  |     |        |       |       |  |
|  |                 |                          | 5.º             | Sionista           | 0 |                  |                  |                  |  |     |             |             |             |  |     |        |       |       |  |
|  |                 |                          | 5.º             | Sionista           | 0 |                  |                  |                  |  |     |             |             |             |  |     |        |       |       |  |
|  |                 |                          |                 |                    |   |                  |                  |                  |  |     |             |             |             |  |     |        |       |       |  |
|  |                 |                          |                 |                    |   |                  |                  |                  |  |     |             |             |             |  |     |        |       |       |  |
|  |                 | 4.º                      | Gimnasia (CR)   | 1                  |   |                  |                  |                  |  |     |             |             |             |  |     |        |       |       |  |
|  |                 |                          |                 | 1                  |   |                  |                  |                  |  |     |             |             |             |  |     |        |       |       |  |
|  |                 |                          | 5.º             | Sionista           | 3 |                  |                  |                  |  |     |             |             |             |  |     |        |       |       |  |
|  | 5.º             | Sionista                 | 5.º             | Sionista           | 3 | 3                |                  |                  |  |     |             |             |             |  |     |        |       |       |  |
|  | 5.º             | Sionista                 |                 |                    |   |                  |                  |                  |  |     |             |             |             |  |     |        |       |       |  |
|  | 12.º            | Quilmes                  | 1               |                    |   |                  |                  |                  |  |     |             |             |             |  |     |        |       |       |  |
|  | 12.º            | Quilmes                  | 1               |                    |   |                  |                  |                  |  |     |             |             |             |  | 1.º | Atenas | 4     |       |  |
|  |                 |                          |                 |                    |   |                  |                  |                  |  |     |             |             |             |  | 1.º | Atenas | 4     |       |  |
|  |                 |                          | 2.º             | Peñarol            | 2 |                  |                  |                  |  |     |             |             |             |  |     |        |       |       |  |
|  |                 |                          | 2.º             | Peñarol            | 2 |                  |                  |                  |  |     |             |             |             |  |     |        |       |       |  |
|  |                 |                          |                 |                    |   |                  |                  |                  |  |     |             |             |             |  |     |        |       |       |  |
|  |                 |                          |                 |                    |   |                  |                  |                  |  |     |             |             |             |  |     |        |       |       |  |
|  |                 | 2.º                      | Peñarol         | 3                  |   |                  |                  |                  |  |     |             |             |             |  |     |        |       |       |  |
|  |                 |                          |                 | 3                  |   |                  |                  |                  |  |     |             |             |             |  |     |        |       |       |  |
|  |                 |                          | 8.º             | Boca Juniors       | 1 |                  |                  |                  |  |     |             |             |             |  |     |        |       |       |  |
|  | 8.º             | Boca Juniors             | 8.º             | Boca Juniors       | 1 | 3                |                  |                  |  |     |             |             |             |  |     |        |       |       |  |
|  | 8.º             | Boca Juniors             |                 |                    |   |                  |                  |                  |  |     |             |             |             |  |     |        |       |       |  |
|  | 9.º             | Independiente (N)        | 2               |                    |   |                  |                  |                  |  |     |             |             |             |  |     |        |       |       |  |
|  | 9.º             | Independiente (N)        | 2               |                    |   |                  |                  |                  |  | 2.º | Peñarol     | 3           |             |  |     |        |       |       |  |
|  |                 |                          |                 |                    |   |                  |                  |                  |  | 2.º | Peñarol     | 3           |             |  |     |        |       |       |  |
|  |                 |                          | 3.º             | Libertad           | 1 |                  |                  |                  |  |     |             |             |             |  |     |        |       |       |  |
|  |                 |                          | 3.º             | Libertad           | 1 |                  |                  |                  |  |     |             |             |             |  |     |        |       |       |  |
|  |                 |                          |                 |                    |   |                  |                  |                  |  |     |             |             |             |  |     |        |       |       |  |
|  |                 |                          |                 |                    |   |                  |                  |                  |  |     |             |             |             |  |     |        |       |       |  |
|  |                 | 3.º                      | Libertad        | 3                  |   |                  |                  |                  |  |     |             |             |             |  |     |        |       |       |  |
|  |                 |                          |                 | 3                  |   |                  |                  |                  |  |     |             |             |             |  |     |        |       |       |  |
|  |                 |                          | 6.º             | Ciclista Olímpico  | 0 |                  |                  |                  |  |     |             |             |             |  |     |        |       |       |  |
|  | 6.º             | Ciclista Olímpico        | 6.º             | Ciclista Olímpico  | 0 | 3                |                  |                  |  |     |             |             |             |  |     |        |       |       |  |
|  | 6.º             | Ciclista Olímpico        |                 |                    |   |                  |                  |                  |  |     |             |             |             |  |     |        |       |       |  |
|  | 11.º            | Quimsa                   | 1               |                    |   |                  |                  |                  |  |     |             |             |             |  |     |        |       |       |  |
|  | 11.º            | Quimsa                   | 1               |                    |   |                  |                  |                  |  |     |             |             |             |  |     |        |       |       |  |
|  |                 |                          |                 |                    |   |                  |                  |                  |  |     |             |             |             |  |     |        |       |       |  |

El resultado que figura en cada serie es la suma de los partidos ganados por cada equipo.
El equipo que figura primero en cada llave es el que obtuvo la ventaja de localías.

### Reclasificación
Estudiantes - Regatas
| 20 de marzo  | Bahía Blanca Estudiantes | 97–107 | Regatas Corrientes |                                                  |  |  |
|              |                          |        |                    |                                                  |  |  |
|              |                          |        |                    | Pabellón: Estadio Osvaldo Casanova, Bahía Blanca |  |  |
| serie: 0 - 1 |                          |        |                    |                                                  |  |  |
|              |                          |        |                    |                                                  |  |  |

| 22 de marzo  | Bahía Blanca Estudiantes | 88–104 | Regatas Corrientes |                                                  |  |  |
|              |                          |        |                    |                                                  |  |  |
|              |                          |        |                    | Pabellón: Estadio Osvaldo Casanova, Bahía Blanca |  |  |
| serie: 0 - 2 |                          |        |                    |                                                  |  |  |
|              |                          |        |                    |                                                  |  |  |

| 25 de marzo  | Regatas Corrientes | 87–76 | Bahía Blanca Estudiantes |                                                 |  |  |
|              |                    |       |                          |                                                 |  |  |
|              |                    |       |                          | Pabellón: Estadio José Jorge Contte, Corrientes |  |  |
| serie: 3 - 0 |                    |       |                          |                                                 |  |  |
|              |                    |       |                          |                                                 |  |  |

Sionista - Quilmes
| 20 de marzo  | Sionista | 79–57 | Quilmes |                                          |  |  |
|              |          |       |         |                                          |  |  |
|              |          |       |         | Pabellón: Estadio Moisés Flesler, Paraná |  |  |
| serie: 1 - 0 |          |       |         |                                          |  |  |
|              |          |       |         |                                          |  |  |

| 22 de marzo  | Sionista | 92–81 | Quilmes |                                          |  |  |
|              |          |       |         |                                          |  |  |
|              |          |       |         | Pabellón: Estadio Moisés Flesler, Paraná |  |  |
| serie: 2 - 0 |          |       |         |                                          |  |  |
|              |          |       |         |                                          |  |  |

| 25 de marzo  | Quilmes | 89–73 | Sionista |                                              |  |  |
|              |         |       |          |                                              |  |  |
|              |         |       |          | Pabellón: Estadio Once Unidos, Mar del Plata |  |  |
| serie: 1 - 2 |         |       |          |                                              |  |  |
|              |         |       |          |                                              |  |  |

| 27 de marzo  | Quilmes | 74–77 | Sionista |                                              |  |  |
|              |         |       |          |                                              |  |  |
|              |         |       |          | Pabellón: Estadio Once Unidos, Mar del Plata |  |  |
| serie: 1 - 3 |         |       |          |                                              |  |  |
|              |         |       |          |                                              |  |  |

Boca Juniors - Independiente (Neuquén)
| 20 de marzo  | Boca Juniors | 90–76 | Independiente (N) |                                            |  |  |
|              |              |       |                   |                                            |  |  |
|              |              |       |                   | Pabellón: Estadio Luis Conde, Buenos Aires |  |  |
| serie: 1 - 0 |              |       |                   |                                            |  |  |
|              |              |       |                   |                                            |  |  |

| 22 de marzo  | Boca Juniors | 68–94 | Independiente (N) |                                            |  |  |
|              |              |       |                   |                                            |  |  |
|              |              |       |                   | Pabellón: Estadio Luis Conde, Buenos Aires |  |  |
| serie: 1 - 1 |              |       |                   |                                            |  |  |
|              |              |       |                   |                                            |  |  |

| 25 de marzo  | Independiente (N) | 72–81 | Boca Juniors |                                     |  |  |
|              |                   |       |              |                                     |  |  |
|              |                   |       |              | Pabellón: Estadio Ruca Che, Neuquén |  |  |
| serie: 1 - 2 |                   |       |              |                                     |  |  |
|              |                   |       |              |                                     |  |  |

| 27 de marzo  | Independiente (N) | 95–78 | Boca Juniors |                                     |  |  |
|              |                   |       |              |                                     |  |  |
|              |                   |       |              | Pabellón: Estadio Ruca Che, Neuquén |  |  |
| serie: 2 - 2 |                   |       |              |                                     |  |  |
|              |                   |       |              |                                     |  |  |

| 30 de marzo  | Boca Juniors | 94–87 | Independiente (N) |                                            |  |  |
|              |              |       |                   |                                            |  |  |
|              |              |       |                   | Pabellón: Estadio Luis Conde, Buenos Aires |  |  |
| serie: 3 - 2 |              |       |                   |                                            |  |  |
|              |              |       |                   |                                            |  |  |

Ciclista Olímpico - Quimsa
| 20 de marzo  | Ciclista Olímpico | 82–73 | Quimsa |                                             |  |  |
|              |                   |       |        |                                             |  |  |
|              |                   |       |        | Pabellón: Estadio Vicente Rosales, La Banda |  |  |
| serie: 1 - 0 |                   |       |        |                                             |  |  |
|              |                   |       |        |                                             |  |  |

| 22 de marzo  | Ciclista Olímpico | 72–65 | Quimsa |                                             |  |  |
|              |                   |       |        |                                             |  |  |
|              |                   |       |        | Pabellón: Estadio Vicente Rosales, La Banda |  |  |
| serie: 2 - 0 |                   |       |        |                                             |  |  |
|              |                   |       |        |                                             |  |  |

| 25 de marzo  | Quimsa | 75–74 | Ciclista Olímpico |                                               |  |  |
|              |        |       |                   |                                               |  |  |
|              |        |       |                   | Pabellón: Estadio Ciudad, Santiago del Estero |  |  |
| serie: 1 - 2 |        |       |                   |                                               |  |  |
|              |        |       |                   |                                               |  |  |

| 27 de marzo  | Quimsa | 72–75 | Ciclista Olímpico |                                               |  |  |
|              |        |       |                   |                                               |  |  |
|              |        |       |                   | Pabellón: Estadio Ciudad, Santiago del Estero |  |  |
| serie: 1 - 3 |        |       |                   |                                               |  |  |
|              |        |       |                   |                                               |  |  |

### Cuartos de final
Atenas - Regatas
| 3 de abril   | Atenas | 91–69 | Regatas Corrientes |                                                 |  |  |
|              |        |       |                    |                                                 |  |  |
|              |        |       |                    | Pabellón: Polideportivo Carlos Cerutti, Córdoba |  |  |
| serie: 1 - 0 |        |       |                    |                                                 |  |  |
|              |        |       |                    |                                                 |  |  |

| 5 de abril   | Atenas | 77–67 | Regatas Corrientes |                                                 |  |  |
|              |        |       |                    |                                                 |  |  |
|              |        |       |                    | Pabellón: Polideportivo Carlos Cerutti, Córdoba |  |  |
| serie: 2 - 0 |        |       |                    |                                                 |  |  |
|              |        |       |                    |                                                 |  |  |

| 11 de abril  | Regatas Corrientes | 80–74 | Atenas |                                                 |  |  |
|              |                    |       |        |                                                 |  |  |
|              |                    |       |        | Pabellón: Estadio José Jorge Contte, Corrientes |  |  |
| serie: 1 - 2 |                    |       |        |                                                 |  |  |
|              |                    |       |        |                                                 |  |  |

| 13 de abril  | Regatas Corrientes | 80–79 | Atenas |                                                 |  |  |
|              |                    |       |        |                                                 |  |  |
|              |                    |       |        | Pabellón: Estadio José Jorge Contte, Corrientes |  |  |
| serie: 2 - 2 |                    |       |        |                                                 |  |  |
|              |                    |       |        |                                                 |  |  |

| 17 de abril  | Atenas | 93–69 | Regatas Corrientes |                                                 |  |  |
|              |        |       |                    |                                                 |  |  |
|              |        |       |                    | Pabellón: Polideportivo Carlos Cerutti, Córdoba |  |  |
| serie: 3 - 2 |        |       |                    |                                                 |  |  |
|              |        |       |                    |                                                 |  |  |

Gimnasia - Sionista
| 3 de abril   | Gimnasia (Comodoro Rivadavia) | 72–77 | Sionista |                                                         |  |  |
|              |                               |       |          |                                                         |  |  |
|              |                               |       |          | Pabellón: Estadio Socios Fundadores, Comodoro Rivadavia |  |  |
| serie: 0 - 1 |                               |       |          |                                                         |  |  |
|              |                               |       |          |                                                         |  |  |

| 5 de abril   | Gimnasia (Comodoro Rivadavia) | 96–70 | Sionista |                                                         |  |  |
|              |                               |       |          |                                                         |  |  |
|              |                               |       |          | Pabellón: Estadio Socios Fundadores, Comodoro Rivadavia |  |  |
| serie: 1 - 1 |                               |       |          |                                                         |  |  |
|              |                               |       |          |                                                         |  |  |

| 11 de abril  | Sionista | 86–57 | Gimnasia (Comodoro Rivadavia) |                                          |  |  |
|              |          |       |                               |                                          |  |  |
|              |          |       |                               | Pabellón: Estadio Moisés Flesler, Paraná |  |  |
| serie: 2 - 1 |          |       |                               |                                          |  |  |
|              |          |       |                               |                                          |  |  |

| 13 de abril  | Sionista | 96–94 | Gimnasia (Comodoro Rivadavia) |                                          |  |  |
|              |          |       |                               |                                          |  |  |
|              |          |       |                               | Pabellón: Estadio Moisés Flesler, Paraná |  |  |
| serie: 3 - 1 |          |       |                               |                                          |  |  |
|              |          |       |                               |                                          |  |  |

Peñarol - Boca Juniors
| 3 de abril   | Peñarol | 98–91 | Boca Juniors |                                                 |  |  |
|              |         |       |              |                                                 |  |  |
|              |         |       |              | Pabellón: Estadio Islas Malvinas, Mar del Plata |  |  |
| serie: 1 - 0 |         |       |              |                                                 |  |  |
|              |         |       |              |                                                 |  |  |

| 5 de abril   | Peñarol | 104–111 | Boca Juniors |                                                 |  |  |
|              |         |         |              |                                                 |  |  |
|              |         |         |              | Pabellón: Estadio Islas Malvinas, Mar del Plata |  |  |
| serie: 1 - 1 |         |         |              |                                                 |  |  |
|              |         |         |              |                                                 |  |  |

| 13 de abril  | Boca Juniors | 82–86 | Peñarol |                                            |  |  |
|              |              |       |         |                                            |  |  |
|              |              |       |         | Pabellón: Estadio Luis Conde, Buenos Aires |  |  |
| serie: 1 - 2 |              |       |         |                                            |  |  |
|              |              |       |         |                                            |  |  |

| 15 de abril  | Boca Juniors | 84–85 | Peñarol |                                            |  |  |
|              |              |       |         |                                            |  |  |
|              |              |       |         | Pabellón: Estadio Luis Conde, Buenos Aires |  |  |
| serie: 1 - 3 |              |       |         |                                            |  |  |
|              |              |       |         |                                            |  |  |

Libertad - Ciclista Olímpico
| 3 de abril   | Libertad | 63–52 | Ciclista Olímpico |                                             |  |  |
|              |          |       |                   |                                             |  |  |
|              |          |       |                   | Pabellón: El Hogar de los Tigres, Sunchales |  |  |
| serie: 1 - 0 |          |       |                   |                                             |  |  |
|              |          |       |                   |                                             |  |  |

| 5 de abril   | Libertad | 78–75 | Ciclista Olímpico |                                             |  |  |
|              |          |       |                   |                                             |  |  |
|              |          |       |                   | Pabellón: El Hogar de los Tigres, Sunchales |  |  |
| serie: 2 - 0 |          |       |                   |                                             |  |  |
|              |          |       |                   |                                             |  |  |

| 8 de abril   | Ciclista Olímpico | 76–78 | Libertad |                                             |  |  |
|              |                   |       |          |                                             |  |  |
|              |                   |       |          | Pabellón: Estadio Vicente Rosales, La Banda |  |  |
| serie: 0 - 3 |                   |       |          |                                             |  |  |
|              |                   |       |          |                                             |  |  |

### Semifinales
Atenas - Sionista
| 22 de abril  | Atenas | 80–67 | Sionista |                                                 |  |  |
|              |        |       |          |                                                 |  |  |
|              |        |       |          | Pabellón: Polideportivo Carlos Cerutti, Córdoba |  |  |
| serie: 1 - 0 |        |       |          |                                                 |  |  |
|              |        |       |          |                                                 |  |  |

| 24 de abril  | Atenas | 78–67 | Sionista |                                                 |  |  |
|              |        |       |          |                                                 |  |  |
|              |        |       |          | Pabellón: Polideportivo Carlos Cerutti, Córdoba |  |  |
| serie: 2 - 0 |        |       |          |                                                 |  |  |
|              |        |       |          |                                                 |  |  |

| 29 de abril  | Sionista | 79–85 | Atenas |                                          |  |  |
|              |          |       |        |                                          |  |  |
|              |          |       |        | Pabellón: Estadio Moisés Flesler, Paraná |  |  |
| serie: 0 - 3 |          |       |        |                                          |  |  |
|              |          |       |        |                                          |  |  |

Peñarol - Libertad
| 22 de abril  | Peñarol | 88–50 | Libertad |                                                 |  |  |
|              |         |       |          |                                                 |  |  |
|              |         |       |          | Pabellón: Estadio Islas Malvinas, Mar del Plata |  |  |
| serie: 1 - 0 |         |       |          |                                                 |  |  |
|              |         |       |          |                                                 |  |  |

| 24 de abril  | Peñarol | 72–62 | Libertad |                                                 |  |  |
|              |         |       |          |                                                 |  |  |
|              |         |       |          | Pabellón: Estadio Islas Malvinas, Mar del Plata |  |  |
| serie: 2 - 0 |         |       |          |                                                 |  |  |
|              |         |       |          |                                                 |  |  |

| 29 de abril  | Libertad | 78–74 | Peñarol |                                             |  |  |
|              |          |       |         |                                             |  |  |
|              |          |       |         | Pabellón: El Hogar de los Tigres, Sunchales |  |  |
| serie: 1 - 2 |          |       |         |                                             |  |  |
|              |          |       |         |                                             |  |  |

| 1 de mayo    | Libertad | 57–72 | Peñarol |                                             |  |  |
|              |          |       |         |                                             |  |  |
|              |          |       |         | Pabellón: El Hogar de los Tigres, Sunchales |  |  |
| serie: 1 - 3 |          |       |         |                                             |  |  |
|              |          |       |         |                                             |  |  |

### Final
| 6 de mayo                    | Atenas                                                           | 69–61 | Peñarol                                                          | |  |  |
|                              | Parciales: 18 - 19, 20 - 22 16 - 9, 15 - 11                      |       |                                                                  | |  |  |
|                              | Estadísticas Leonardo Gutiérrez 23 Andre Laws 11 Bruno Lábaque 8 | Pts   | Estadísticas 21 Román González 13 David Jackson 13 Byron Johnson | Pabellón: Orfeo Superdomo, Córdoba Árbitros: Alejandro Chiti, Fernando Sampietro, Juan José Fernández |  |  |
| Atenas lidera la serie 1 a 0 |                                                                  |       |                                                                  | |  |  |
|                              |                                                                  |       |                                                                  | |  |  |

| 8 de mayo                    | Atenas                                                                      | 75–85 | Peñarol                                                                      | |  |  |
|                              | Parciales: 23 - 16, 25 - 21 14 - 17, 13 - 31                                |       |                                                                              | |  |  |
|                              | Estadísticas Leonardo Gutiérrez 19 Juan Manuel Locatelli 14 Diego Osella 14 | Pts   | Estadísticas 27 David Jackson 23 Román González 14 Pablo Sebastián Rodríguez | Pabellón: Orfeo Superdomo, Córdoba Árbitros: Pablo Alberto Estévez, Fernando Sampietro, Alejandro Ramallo |  |  |
| La serie está empatada 1 a 1 |                                                                             |       |                                                                              | |  |  |
|                              |                                                                             |       |                                                                              | |  |  |

| 11 de mayo                   | Peñarol                                                                | 74–76 | Atenas                                                                  | |  |  |
|                              | Parciales: 23 - 18, 20 - 19 16 - 19, 15 - 20                           |       |                                                                         | |  |  |
|                              | Estadísticas Sebastián Rodríguez 18 David Jackson 13 Román González 13 | Pts   | Estadísticas 23 Juan Manuel Locatelli 15 Djibril Kanté 10 Juan Figueroa | Pabellón: Polideportivo Islas Malvinas, Mar del Plata Árbitros: Daniel Rodrigo, Roberto Omar Smith, Fabricio Vito |  |  |
| Atenas lidera la serie 2 a 1 |                                                                        |       |                                                                         | |  |  |
|                              |                                                                        |       |                                                                         | |  |  |

| 13 de mayo                   | Peñarol                                                                       | 77–68 | Atenas                                                          | |  |  |
|                              | Parciales: 18 - 20, 19 - 20 18 - 8, 22 - 20                                   |       |                                                                 | |  |  |
|                              | Estadísticas Román González 18 Pablo Sebastián Rodríguez 16 Sebastián Vega 11 | Pts   | Estadísticas 20 Leonardo Gutiérrez 18 Andre Laws 8 Diego Osella | Pabellón: Polideportivo Islas Malvinas Mar del Plata Árbitros: Pablo Alberto Estévez, Juan José Fernández, Diego Rougier |  |  |
| La serie está empatada 2 a 2 |                                                                               |       |                                                                 | |  |  |
|                              |                                                                               |       |                                                                 | |  |  |

| 19 de mayo                   | Atenas                                                            | 79–76 | Peñarol                                                                      |                                                                                                  |  |  |
|                              | Parciales: 19 - 19, 20 - 17 15 - 20, 16 - 14 (T.E.: 9 - 6)        |       |                                                                              |                                                                                                  |  |  |
|                              | Estadísticas Andre Laws 16 Leonardo Gutiérrez 14 Djibril Kanté 14 | Pts   | Estadísticas David Jackson 22 Pablo Sebastián Rodríguez 15 Román González 14 | Pabellón: Orfeo Superdomo, Córdoba Árbitros: Alejandro Chiti, Daniel Rodrigo, Roberto Omar Smith |  |  |
| Atenas lidera la serie 3 a 2 |                                                                   |       |                                                                              |                                                                                                  |  |  |
|                              |                                                                   |       |                                                                              |                                                                                                  |  |  |

| 24 de mayo                                       | Peñarol                                                                 | 83–91 | Atenas                                                            | |  |  |
|                                                  | Parciales: 22 - 26, 13 - 20 18 - 25, 30 - 20                            |       |                                                                   | |  |  |
|                                                  | Estadísticas Sebastián Rodríguez 20 Fernando Malara 13 David Jackson 11 | Pts   | Estadísticas 21 Andre Laws 14 Bruno Lábaque 13 Leonardo Gutiérrez | Pabellón: Polideportivo Islas Malvinas Mar del Plata Árbitros: Fernando Sampietro, Alejandro Ramallo, Fabricio Vito |  |  |
| Atenas gana la serie 4 a 2 y se consagra campeón |                                                                         |       |                                                                   | |  |  |
|                                                  |                                                                         |       |                                                                   | |  |  |

## Estadísticas y premios

### Premios
- Mejor quinteto de la LNB
  - B  Juan Pablo Cantero (Sionista)
  - E  David Jackson (La Unión de Formosa)
  - A  Juan Manuel Locatelli (Atenas)
  - AP  Federico Kammerichs (Regatas)
  - P  Román González (Peñarol)

- MVP de la temporada
  -  David Jackson (Peñarol)

- MVP de la Final
  -  Andre Laws (Atenas)

### Estadísticas
| Categoría   | Jugador             | Club                       | Promedio |
| ----------- | ------------------- | -------------------------- | -------- |
| Puntos      | Ed Nelson           | Club Estudiantes           | 20.1     |
| Rebotes     | Federico Kammerichs | Club de Regatas Corrientes | 10.7     |
| Asistencias | Hernando Salles     | Club Atlético Quilmes      | 6.4      |
| Robos       | Jonathan Treise     | Asociación Atlética Quimsa | 1.9      |
| Tapas       | Mark Bortz          | Club Atlético Boca Juniors | 1.9      |

## Plantel campeón
| \| No. \| Posición \| Nombre \| Nombre \| \| --- \| --------- \| ------ \| --------------------- \| \| 7 \| Base \| \| Bruno Lábaque \| \| 8 \| Base \| \| Juan Pablo Figueroa \| \| 19 \| Base \| \| Juan Cognigni \| \| 1 \| Escolta \| \| Andre Laws \| \| 25 \| Escolta \| \| Bruno Barovero \| \| \| Escolta \| \| Esteban Cantarutti \| \| 18 \| Alero \| \| Juan Manuel Locatelli \| \| 24 \| Alero \| \| Federico Ferrini \| \| 10 \| Ala Pívot \| \| Leonardo Gutiérrez \| \| 11 \| Ala Pívot \| \| Diego Osella \| \| 12 \| Ala Pívot \| \| Cristian Romero \| \| 33 \| Pívot \| \| Djibril Kanté \| \| 23 \| Pívot \| \| Pablo Orlietti \| |           |        |                       |
| No. | Posición  | Nombre | Nombre                |
| 7 | Base      |        | Bruno Lábaque         |
| 8 | Base      |        | Juan Pablo Figueroa   |
| 19 | Base      |        | Juan Cognigni         |
| 1 | Escolta   |        | Andre Laws            |
| 25 | Escolta   |        | Bruno Barovero        |
| | Escolta   |        | Esteban Cantarutti    |
| 18 | Alero     |        | Juan Manuel Locatelli |
| 24 | Alero     |        | Federico Ferrini      |
| 10 | Ala Pívot |        | Leonardo Gutiérrez    |
| 11 | Ala Pívot |        | Diego Osella          |
| 12 | Ala Pívot |        | Cristian Romero       |
| 33 | Pívot     |        | Djibril Kanté         |
| 23 | Pívot     |        | Pablo Orlietti        |

Director Técnico:  Rubén Magnano